# Wirtschaft Serbiens
Dieser Artikel befasst sich mit der Lage und Entwicklung der Wirtschaft von Serbien seit dem Jahr 2000.

## Wirtschaftsentwicklung seit dem Zerfall Jugoslawiens
Durch die Jugoslawienkriege in den 1990er und die dadurch verbundenen UNO-Sanktionen wurde das Land in seiner Entwicklung stark gehemmt. Noch immer sind die Spuren der Zerstörung durch das NATO-Bombardement während des Kosovokrieges von 1998/99 nicht überall beseitigt. Seit dem Zusammenbruch des Milošević-Regimes streben die Regierungen Serbiens jedoch an, eine westlich orientierte Wirtschaft zu etablieren. Seit dem Jahr 2000 verzeichnete Serbien große Erfolge bei der makroökonomischen Stabilisierung und bei Strukturreformen, etwa im Finanz- oder Energiesektor. In vielen Bereichen wurden staatliche Unternehmen in den letzten Jahren privatisiert.
Von 2000 bis einschließlich 2008 war die von Krieg und Embargo gezeichnete Wirtschaft Serbiens, vor allem wegen erhöhter ausländischer Investitionen, mit einer jährlichen Wachstumsrate von über fünf Prozent eine der am schnellsten wachsenden in Europa. Die geostrategische Lage Serbiens auf dem Balkan mit Grenzen zu acht Nachbarstaaten sowie dem Schnittpunkt der Paneuropäischen Verkehrskorridore 10 und führt mit den steuerlichen Entlastungen, welche in den letzten Jahren eingeführt wurden, zusammen mit einer klaren europäischen Perspektive dazu, dass ausländische Firmen ihre Präsenz in Serbien ausbauten. In vielen Bereichen wurden staatliche Unternehmen in den letzten Jahren privatisiert, wie z. B. im Pharmazie-, Energie-, Nahrungsmittel-, Chemie- und Finanzsektor. Von 2001 bis 2009 wurden 12,2 Milliarden Euro direkt in Serbien investiert, was dazu führte, dass 2010 rund 800 Unternehmen mit ausländischer Beteiligung in Serbien registriert waren. Trotzdem spielt der Staat als Wirtschaftsfaktor immer noch eine Rolle. Die serbische Fluggesellschaft Air Serbia (ehemals Jat Airways), die serbischen Eisenbahnen Železnice Srbije und der Energieversorger EPS sind nach wie vor staatlich. Von der noch mehrheitlich in seinem Besitz befindlichen Telekom Srbija will der serbische Staat einen größeren Anteil verkaufen. 2009 war die Telekom mit einem Gewinn von 15,5 Milliarden Dinar das erfolgreichste und die Eisenbahn mit einem Minus von 6,2 Milliarden Dinar das verlustreichste öffentliche Unternehmen.
In einem Mitte September 2005 veröffentlichten Bericht der Weltbank wurde Serbien als führendes Reformland im Bereich der Entwicklungsförderung von Unternehmen und Schaffung von Arbeitsplätzen bezeichnet. 2008 bezeichneten zwei Studien Serbien als aussichtsreichen Investitionsstandort. Laut PricewaterhouseCoopers sind die Verringerung des politischen Risikos, die niedrigen Geschäftskosten, der Anstieg des Bruttosozialprodukts pro Einwohner, die Nähe zum europäischen Markt und die niedrige Rate der Unternehmensgewinnsteuer von zehn Prozent, die entscheidenden Gründe hierfür. Es werden auch die positiven Auswirkungen der Annäherung an die EU, welche die Verringerung des Investitionsrisikos mit sich brachte, erwähnt.
Aufgrund strenger Auflagen der serbischen Nationalbank und mangelnder Attraktivität für spekulative Investoren ist Serbien einer der höchst kapitalisierten und stabilsten Bankenmärkte.
Dies hat auch dazu beigetragen, dass der Rückgang der Wirtschaftsleistung in Serbien im Krisenjahr 2009 geringer als in der gesamten Region Südosteuropa (−5,4 %) ausfiel.
Seit dem Jahr 2008 hat sich die wirtschaftliche Situation des Landes dennoch erheblich verschlechtert. Im Jahr 2009 ist die Wirtschaftsleistung um 3,1 % eingebrochen. Ursachen für diese Entwicklung waren der Rückgang der Konsumnachfrage, Kreditvergabe und ausländischer Direktinvestitionen. Für Entlastung sorgte ein Stand-by-Kredit, des IWF, in Höhe von drei Milliarden Euro, welcher an Kürzungen bei den öffentlichen Ausgaben gebunden war. Weitere Auswirkungen des Krisenjahres 2009 waren der Anstieg der absoluten Armut um 1,4 Prozentpunkte auf 8,8 %, sowie der Arbeitslosigkeit um 2 Prozentpunkte auf 19,4 % im Jahr 2010.
Im darauffolgenden Jahr 2010 hat sich wie Wirtschaft mit einem Wachstum von ca. 1,8 % wieder leicht erholt.
Die KfW-Entwicklungsbank schätzte für 2009 den Anteil der Schattenwirtschaft auf 30 bis 50 Prozent des BIP.
Der Beitrag des Privatsektors zur Wirtschaftsleistung war 2010 mit etwa 55 Prozent relativ gering.
Der Anteil am BIP des industriellen Sektors, einschließlich Bergbau, Strom-, Gas- und Wasserwirtschaft, lag 2010 bei rund 21,9 %, die Landwirtschaft bei 12,6 % und der Dienstleistungssektor bei rund 65,5 %. Dabei beschäftigte der industrielle Sektor 2009 20,5 %, der landwirtschaftliche 23,9 % und der Dienstleistungssektor 55,6 % der erwerbsfähigen Bevölkerung.
2010 waren 2,95 Millionen Menschen in Serbien im erwerbsfähigen Alter. Der durchschnittliche Nettolohn lag 2009 bei umgerechnet 335 Euro im Monat. Die Inflation lag 2010 bei ca. 6,2 %. Der Anteil der Bevölkerung, der unter der relativen Armutsgrenze, die mit 60 % des Medianeinkommens definiert ist, lebte, lag 2008 bei 13,2 % und somit 3,3 Prozentpunkte unter dem EU-Durchschnitt von 16,5 %. Der Anteil derer unter der absoluten Armutsgrenze, die bei einem monatlichen Einkommen von 80 € liegt, belief sich 2008 auf 7,9 %.
Die Wirtschaft Serbiens entwickelte sich in den letzten Jahren sehr positiv, der durchschnittliche Monatslohn betrug 2020 bereits 523 Euro. Am 24. Juli 2024 verkündete der serbische Präsident Vučić das der durchschnittliche Bruttolohn in Serbien 100.000 Dinar überschritten hat was umgerechnet 885 € entspricht. In Belgrad liegt dieser sogar über 1000 €.

## Import/Export
Hauptexportprodukte von Serbien sind Eisen, Stahl, Textilien, Gummiprodukte, Weizen, Obst, Gemüse und Nichteisen-Metalle. Hauptimporte sind Öl und Ölderivate, Kraftfahrzeuge, Gas, Elektrogeräte und Industriemaschinen.
Importiert wird am meisten aus Russland gefolgt von Deutschland, Italien, China und Frankreich.
Exportiert wird an erster Stelle nach Bosnien und Herzegowina, nach Deutschland, Montenegro, Italien und Rumänien. Deutschland ist 2010, mit einem Exportvolumen von 1,2 Milliarden Euro und einem Importvolumen von knapp 600 Millionen Euro, der wichtigste serbische Wirtschaftspartner, vor Russland und Italien. 2009 sind 53,6 % der serbischen Exporte, ca. 3,2 Mrd. von 5,96 Mrd. €, in die EU und 55 % der Importe Serbiens, ca. 6,1 Mrd. von 11,16 Mrd. €, aus der Union gekommen.

## Wirtschaftskooperationen
Serbien ist Mitglied der Schwarzmeer-Wirtschaftskooperation und des Mitteleuropäischen Freihandelsabkommen (CEFTA). Zudem gibt es ein Abkommen der besonderen Beziehungen mit der Republika Srpska.
Serbien ist das einzige europäische Land, außerhalb der GUS, welches ein Freihandelsabkommen mit Russland besitzt. Das im August 2000 abgeschlossene Freihandelsabkommen zwischen Russland und der Bundesrepublik Jugoslawien, das für Serbien als Rechtsnachfolger weiter gilt, hat den bilateralen Handel für rund 95 % der Güter liberalisiert. Im April 2009 wurde in Belgrad ein Zusatzprotokoll unterschrieben, welches die enthaltene Liste von Gütern, die vom zollfreien Warenverkehr ausgenommen sind, verringert. Nach wie vor ausgenommen sind Kraftfahrzeuge, Haushaltsgeräte, Möbel aus Holz, Fußbodenbeläge, Seife, alkoholische Getränke, Konditoreierzeugnisse, Zucker und Hühnerfleisch.
Am 7. Dezember 2009 wurde von der EU ein Wirtschaftsabkommen mit Serbien freigegeben, welches bislang von den Niederlanden verhindert wurde.
Gegenwärtig sind mehrere weitere Freihandelsabkommen mit den Staaten Kasachstan, Belarus und der Türkei, sowie der Europäischen Freihandelsassoziation (EFTA), in Kraft. Damit stehen der serbischen Wirtschaft Märkte, zu weitgehend liberalisierten Bedingungen, mit insgesamt etwa 800 Mio. Einwohnern offen.
Bei dem Freihandelsabkommen mit der Türkei handelt es sich um ein asymmetrisches Abkommen zum Vorteil der serbischen Seite, nach welchem, seit 2010, serbische Produkte zollfrei in die Türkei ausgeführt werden können, während der Zoll für türkische Waren aus den Bereichen Landwirtschaft, Textil, Schwarz- und Buntmetall stufenweise bis 2015 abgebaut wird.
Mitte Dezember 2008 unterzeichneten der damalige Präsident Serbiens, Boris Tadić, und Günther Oettinger, Ministerpräsident des Landes Baden-Württemberg, in Stuttgart, eine Kooperationserklärung. Es wurde somit eine gemeinsame Kommission gebildet, um die Zusammenarbeit in den Bereichen Wirtschaft, Verkehr, Infrastruktur, Wissenschaft, Bildung, Kultur, Polizei und kommunale Organe zu fördern.

## Währung

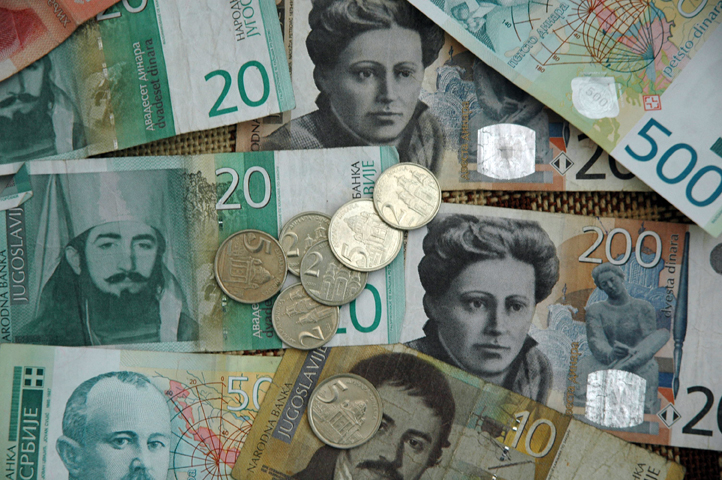
Serbische Dinar – Banknoten und Münzen, 2005

Die Währungsreserve Serbiens lag 2007 bei 9,6 Mrd. Euro.
Die Auslandsverschuldung Serbiens stieg innerhalb von 10 Jahren um das Doppelte auf ca. 23 Mrd. € im Jahr 2010. Die Gesamtverschuldung beträgt 75 % des Bruttosozialprodukts. Die Devisenreserven betrugen Ende Oktober 2008 10,051 Mrd. €.
Ein Großteil der seit Jahrzehnten nach Serbien fließenden Devisen stammt von den im Ausland lebenden Serben, das sind u. a. Einnahmen durch die Tourismusbranche, Klein-, vereinzelt Großinvestitionen im eigenen Land in verschiedene Projekte oder als Unterstützung für ihre Familien. Diese betrugen 2009 ca. 5,5 Mrd. Dollar.

## Steuern
Serbien gehört zu den Ländern, die eine Einheitssteuer haben. Die Einkommensteuer wird zweistufig erhoben: während des Jahres werden die einzelnen Einkunftsarten getrennt besteuert, z. B. Lohnsteuer 12 %, Einkünfte aus Vermietung und Verpachtung 20 %. Am Jahresende wird der Gesamtbetrag der Einkünfte (= Einkommen) ermittelt. Das Einkommen wird nochmals mit einem Pauschalsteuersatz von 10 % zusätzlich besteuert, sofern es einen festgelegten Freibetrag (derzeit 300.000 Dinar) übersteigt.
Die Körperschaftsteuer liegt ebenfalls pauschal bei 10 Prozent.

## Wirtschaftssektoren

### Primärsektor
Etwa 65 % der gesamten Fläche Serbiens sind landwirtschaftlich nutzbar. Die fruchtbarste Region und damit Zentrum der Agrarwirtschaft ist die Pannonische Tiefebene im Norden des Landes in der Provinz Vojvodina. Die Agrarwirtschaft machte 2010 ca. 12,6 % des serbischen Bruttoinlandsprodukts aus und beschäftigte 2009 etwa 23,9 % der Bevölkerung im erwerbsfähigen Alter. Aufgrund des günstigen Klimas gibt es in Serbien gute bis sehr gute Voraussetzungen für die Landwirtschaft. Die fruchtbarste Region ist die Pannonische Tiefebene im Norden des Landes in der Provinz Vojvodina. Hauptanbauprodukte sind Zuckerrüben, Mais, Kartoffeln, Weizen und Obst (vor allem Pflaumen, Himbeeren und Äpfel). Serbien zählt weltweit zu den größten Exporteuren von Himbeeren. Daneben wird auch Tierhaltung betrieben (u. a. Schweine und Rinder, im Südwesten Schafe). Der Weinbau spielt auch eine große Rolle, hier insbesondere im Weinbaugebiet Fruška Gora.

### Sekundärsektor

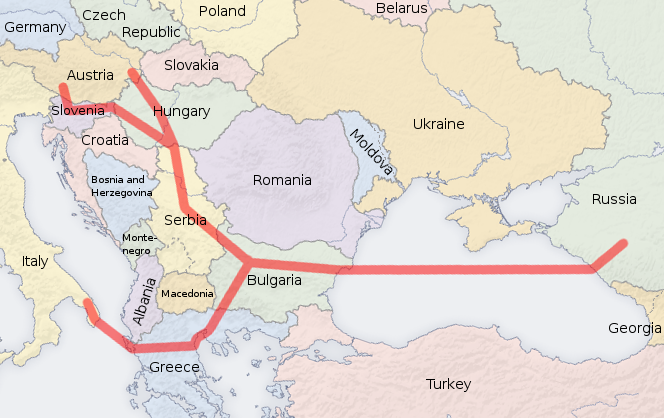
South Stream durch Serbien

Der industrielle Sektor des Landes befindet sich seit einigen Jahren in stetigem Wachstum. Die meisten Firmen in Serbien waren staatliche Unternehmen. Um den Standort Serbien für Investitionen attraktiver zu machen, begann 1997 die erste Privatisierung dieser Firmen. Der Anteil des Sekundärsektors an der Wirtschaftsleistung Serbiens betrug im Jahr 2010 21,9 %. Der Industriesektor in Serbien wird durch eine hohe Anzahl von kleinen und mittelständischen Unternehmen geprägt. Wichtigste Wirtschaftszweige sind die verarbeitende Industrie und die Bauindustrie. Mit der Übernahme von 67 % des serbischen Auto-Herstellers Zastava durch Fiat verspricht sich der sich aus der Branche zurückziehende Staat eine Wiederbelebung der Automobilbranche und einen Domino-Effekt auf bestehende Hemmnisse, besonders bei Unternehmen mit Standort in der EU, für Investitionen in Serbien. Fiat plant nach eigenen Aussagen über eine Milliarde Euro in die neue Fiat Srbija investieren zu wollen.
Produziert werden schwerpunktmäßig Nahrungsmittel, Textilprodukte, Metallprodukte, Glas, Zement, Maschinen (Waffen) und vereinzelt auch Technologie- und Telekommunikationsprodukte.
Mit der Unterzeichnung des Abkommens im Januar 2008 in Moskau über den Bau der South Stream Gaspipeline, die etwa 400 km durch Serbien verlaufen soll, der Übernahme von 51 % des Stammkapitals der serbischen Ölgesellschaft NIS (Нафтна Индустрија Србије/Naftna industrija Srbije) durch Gazprom Neft, dessen Mehrheitseigner der russische Energiekonzern Gazprom ist, und der Inbetriebnahme eines Erdgasdepots mit mindestens 300 Millionen Kubikmetern Speichervermögen im ausgeschöpften Gasfeld Banatski Dvor etwa 60 Kilometer nordöstlich der Stadt Novi Sad entsteht in Serbien in nächster Zukunft einer der wichtigsten Transitknoten für Gas in Südosteuropa. Es ist eines mit Abstand größten Wirtschaftsprojekte in Serbien seit dem Bau der Eisenbahn im 19. Jahrhundert.

### Tertiärer Sektor

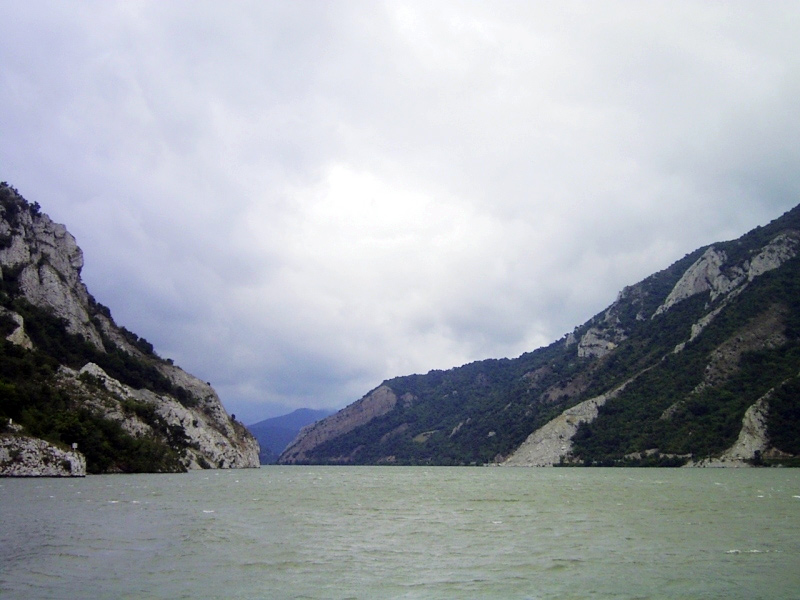
Serbiens größter See, der Đerdapsee, ist ein Stausee am Eisernen Tor

Der Dienstleistungssektor dominiert seit 2001 die Wirtschaft in Serbien und macht weit über die Hälfte des Bruttoinlandsprodukts aus (2010 65,5 % der serbischen Wirtschaftsleistung). Er ist der sich am schnellsten entwickelnde Bereich der serbischen Wirtschaft. Die Verlagerung vom Primär- und dem niedergehenden Sekundärsektor, der zumeist aus Staatsbetrieben bestand, zum Dienstleistungssektor begann mit einer Reihe grundlegender Reformen, die schon in der postsozialistischen Ära des Milošević-Regimes eingeleitet wurden. Seitdem „boomte“ die Wirtschaft in diesem Bereich.
Das größte Dienstleistungszentrum ist die Finanzmetropole und Hauptstadt Belgrad, wo die meisten Unternehmen aus dem tertiären Sektor ihren Sitz haben. Auch die anderen großen Städte Novi Sad und Niš sind wichtige Dienstleistungsstandorte. An zentraler Stelle stehen hierbei die Banken, die Versicherungsbranche, der Handel und der Verkehr.

#### Tourismus
Nach dem Zerfall Jugoslawiens blieben Touristen wegen des Bürgerkrieges 1991–1995 weitgehend aus.
Während 1987 noch 4,5 Millionen Touristen die jugoslawische Teilrepublik Serbien besuchten, waren es im Jahr 2005 nur noch etwas mehr als 400.000 ausländische Touristen. Durch verstärkte Investitionen in touristische Bereiche, in die Infrastruktur und mehr Werbung stiegen die ausländischen Besucherzahlen 2007 auf 700.000. Die Einnahmen durch Tourismus betrugen 2008 ca. 944 Mio. Dollar. Im Jahr 2009 wird mit 850 Mio. Dollar gerechnet.
Die touristischen Hauptziele in Serbien sind die Großstädte Belgrad und Novi Sad, zahlreiche Kurorte, die Gebirge Kopaonik, Zlatibor und die Donau. Des Weiteren bietet Serbien zahlreiche Festungen und Klosteranlagen sowie eine Vielzahl von Seen und Schluchten, von denen das Eiserne Tor die größte ist. Viele dieser geografischen Besonderheiten sind als Nationalpark bzw. Naturschutzgebiet unter Schutz gestellt.

#### Finanzwirtschaft
Das land führt eine Wertpapierbörse – die Beogradska Berza – mit ihrem Leitindex für die Volkswirtschaft, dem BELEX15.

## Staatshaushalt
Der Staatshaushalt für 2011, verabschiedet am 29. Dezember 2010, umfasst Ausgaben von 844,9 Mrd. Dinar und geplante Einnahmen von 724,4 Mrd. Dinar. Daraus ergibt sich ein Haushaltsdefizit in Höhe von 4,1 % des BIP.

Die Staatsverschuldung betrug 2011 13,23 Mrd. € oder 38,3 % des BIP.

Die größten Ausgabeposten im Budget 2011:
- Sozialausgaben: 274,3 Mrd. Dinar – 21,8 %
- Pensionen: 230,9 Mrd. Dinar – 18,6 %
- Gehälter öffentlicher Dienst: 156,7 Mrd. Dinar – 12,4 %

## Wirtschaftskennzahlen
Die wichtigen Wirtschaftskennzahlen (ohne Kosovo) Bruttoinlandsprodukt, Inflation, Arbeitslosigkeit und Außenhandel entwickelten sich in den letzten Jahren folgendermaßen:
Das Bruttoinlandsprodukt Serbiens (als Republik von Jugoslawien) sank von 1990 bis 2001, wegen des wegbrechenden Inlandsmarkts durch die Auflösung Jugoslawiens, wegen der Sanktionen im Zusammenhang mit den Jugoslawienkriegen sowie wegen der NATO-Angriffe während des Kosovo-Kriegs von 1999, um die Hälfte.
| Entwicklung Bruttoinlandsprodukt (BIP), real und nominal | Entwicklung Bruttoinlandsprodukt (BIP), real und nominal | Entwicklung Bruttoinlandsprodukt (BIP), real und nominal | Entwicklung Bruttoinlandsprodukt (BIP), real und nominal | Entwicklung Bruttoinlandsprodukt (BIP), real und nominal | Entwicklung Bruttoinlandsprodukt (BIP), real und nominal | Entwicklung Bruttoinlandsprodukt (BIP), real und nominal | Entwicklung Bruttoinlandsprodukt (BIP), real und nominal | Entwicklung Bruttoinlandsprodukt (BIP), real und nominal | Entwicklung Bruttoinlandsprodukt (BIP), real und nominal | Entwicklung Bruttoinlandsprodukt (BIP), real und nominal | Entwicklung Bruttoinlandsprodukt (BIP), real und nominal | Entwicklung Bruttoinlandsprodukt (BIP), real und nominal |
| -------------------------------------------------------- | -------------------------------------------------------- | -------------------------------------------------------- | -------------------------------------------------------- | -------------------------------------------------------- | -------------------------------------------------------- | -------------------------------------------------------- | -------------------------------------------------------- | -------------------------------------------------------- | -------------------------------------------------------- | -------------------------------------------------------- | -------------------------------------------------------- | -------------------------------------------------------- |
| Jahr                                                     | 1999                                                     | 2000                                                     | 2001                                                     | 2002                                                     | 2003                                                     | 2004                                                     | 2005                                                     | 2006                                                     | 2007                                                     | 2008                                                     | 2009                                                     | 2010                                                     |
| Absolut in Mrd. US $ (nominal)                           | k. A.                                                    | 8,66                                                     | 11,43                                                    | 15,1                                                     | 19,67                                                    | 23,71                                                    | 25,23                                                    | 29,33                                                    | 39,39                                                    | 48,83                                                    | 41,65                                                    | 38.71                                                    |
| je Einwohner in Tsd. US $ (nominal)                      | 1.444                                                    | 1.152                                                    | 1.523                                                    | 2.013                                                    | ≈ 2.630                                                  | ≈ 3.177                                                  | ≈ 3.391                                                  | ≈ 3,958                                                  | ≈ 5.336                                                  | ≈ 6.616                                                  | ≈ 5.642                                                  | ≈ 5.233                                                  |
| Absolut in Mrd. US $ nach PPP                            | k. A.                                                    | 42,85                                                    | 46,26                                                    | 48,83                                                    | 51,09                                                    | 56,85                                                    | 61,87                                                    | 67,22                                                    | 73,97                                                    | 79,76                                                    | 77,97                                                    | 80,10                                                    |
| je Einwohner in Tsd. US $ nach PPP                       | k. A.                                                    | 5.700                                                    | 6.165                                                    | 6.511                                                    | ≈ 6.830                                                  | ≈ 7.617                                                  | ≈ 8.315                                                  | ≈ 9.069                                                  | ≈ 10.021                                                 | ≈ 10.805                                                 | ≈ 10.563                                                 | ≈ 10.830                                                 |
| Reale Veränderung in % gg. Vj.                           | −11,2                                                    | 5,3                                                      | 5,6                                                      | 3,9                                                      | 2,4                                                      | 8,3                                                      | 5,6                                                      | 5,2                                                      | 6,9                                                      | 5,5                                                      | −3,1                                                     | 1,8                                                      |
| Quelle: IMF                                              | Quelle: IMF                                              | Quelle: IMF                                              | Quelle: IMF                                              | Quelle: IMF                                              | ≈ geschätzt                                              | ≈ geschätzt                                              | ≈ geschätzt                                              | ≈ geschätzt                                              | ≈ geschätzt                                              | ≈ geschätzt                                              | ≈ geschätzt                                              | ≈ geschätzt                                              |

| Entwicklung der Inflationsrate                      | Entwicklung der Inflationsrate | Entwicklung der Inflationsrate | Entwicklung der Inflationsrate | Entwicklung der Inflationsrate | Entwicklung der Inflationsrate | Entwicklung der Inflationsrate | Entwicklung der Inflationsrate | Entwicklung der Inflationsrate | Entwicklung der Inflationsrate | Entwicklung der Inflationsrate | Entwicklung der Inflationsrate | Entwicklung der Inflationsrate |
| --------------------------------------------------- | ------------------------------ | ------------------------------ | ------------------------------ | ------------------------------ | ------------------------------ | ------------------------------ | ------------------------------ | ------------------------------ | ------------------------------ | ------------------------------ | ------------------------------ | ------------------------------ |
| Jahr                                                | 1999                           | 2000                           | 2001                           | 2002                           | 2003                           | 2004                           | 2005                           | 2006                           | 2007                           | 2008                           | 2009                           | 2010                           |
| Inflationsrate in %                                 | 41,1                           | 70,0                           | 80,6                           | 8,9                            | 2,9                            | 10,6                           | 17,3                           | 12,7                           | 6,5                            | 12,4                           | 8,1                            | 6,2                            |
| Quelle: World Economic Outlook Database, April 2011 |                                |                                |                                |                                |                                |                                |                                |                                |                                |                                |                                |                                |

| Arbeitslosigkeit                                                   | Arbeitslosigkeit                                                   | Arbeitslosigkeit                                                   | Arbeitslosigkeit                                                   | Arbeitslosigkeit                                                   | Arbeitslosigkeit                                                   | Arbeitslosigkeit                                                   | Arbeitslosigkeit                                                   | Arbeitslosigkeit                                                   | Arbeitslosigkeit                                                   | Arbeitslosigkeit                                                   | Arbeitslosigkeit                                                   | Arbeitslosigkeit                                                   |
| in % der erwerbsfähigen Bevölkerung (Arbeitnehmer und Arbeitslose) | in % der erwerbsfähigen Bevölkerung (Arbeitnehmer und Arbeitslose) | in % der erwerbsfähigen Bevölkerung (Arbeitnehmer und Arbeitslose) | in % der erwerbsfähigen Bevölkerung (Arbeitnehmer und Arbeitslose) | in % der erwerbsfähigen Bevölkerung (Arbeitnehmer und Arbeitslose) | in % der erwerbsfähigen Bevölkerung (Arbeitnehmer und Arbeitslose) | in % der erwerbsfähigen Bevölkerung (Arbeitnehmer und Arbeitslose) | in % der erwerbsfähigen Bevölkerung (Arbeitnehmer und Arbeitslose) | in % der erwerbsfähigen Bevölkerung (Arbeitnehmer und Arbeitslose) | in % der erwerbsfähigen Bevölkerung (Arbeitnehmer und Arbeitslose) | in % der erwerbsfähigen Bevölkerung (Arbeitnehmer und Arbeitslose) | in % der erwerbsfähigen Bevölkerung (Arbeitnehmer und Arbeitslose) | in % der erwerbsfähigen Bevölkerung (Arbeitnehmer und Arbeitslose) |
| ------------------------------------------------------------------ | ------------------------------------------------------------------ | ------------------------------------------------------------------ | ------------------------------------------------------------------ | ------------------------------------------------------------------ | ------------------------------------------------------------------ | ------------------------------------------------------------------ | ------------------------------------------------------------------ | ------------------------------------------------------------------ | ------------------------------------------------------------------ | ------------------------------------------------------------------ | ------------------------------------------------------------------ | ------------------------------------------------------------------ |
| Jahr                                                               | 1999                                                               | 2000                                                               | 2001                                                               | 2002                                                               | 2003                                                               | 2004                                                               | 2005                                                               | 2006                                                               | 2007                                                               | 2008                                                               | 2009                                                               | 2010                                                               |
| Arbeitslosigkeit in %                                              | 13,3                                                               | 12,1                                                               | 12,2                                                               | 13,3                                                               | 14,6                                                               | 19,5                                                               | 21,8                                                               | 21,6                                                               | 18,8                                                               | 14,7                                                               | 17,4                                                               | 19,4                                                               |
| Quelle: World Economic Outlook Database, April 2011                |                                                                    |                                                                    |                                                                    |                                                                    |                                                                    |                                                                    |                                                                    |                                                                    |                                                                    |                                                                    |                                                                    |                                                                    |

| Export und Import                 | Export und Import | Export und Import | Export und Import | Export und Import | Export und Import | Export und Import | Export und Import | Export und Import | Export und Import | Export und Import | Export und Import |
| in Mio. €                         | in Mio. €         | in Mio. €         | in Mio. €         | in Mio. €         | in Mio. €         | in Mio. €         | in Mio. €         | in Mio. €         | in Mio. €         | in Mio. €         | in Mio. €         |
| --------------------------------- | ----------------- | ----------------- | ----------------- | ----------------- | ----------------- | ----------------- | ----------------- | ----------------- | ----------------- | ----------------- | ----------------- |
| Jahr                              | 2000              | 2001              | 2002              | 2003              | 2004              | 2005              | 2006              | 2007              | 2008              | 2009              | 2010              |
| Export                            | 1.681             | 1.922             | 2.870             | 2.441             | 2.831             | 3.608             | 5.102             | 6.432             | 7.428             | 5.961             | 7.393             |
| Import                            | 3.618             | 4.759             | 5.956             | 6.586             | 8.623             | 8.439             | 10.463            | 13.507            | 15.580            | 11.504            | 12.622            |
| Saldo                             | −1.937            | −2.837            | −3.755            | −4.144            | −5.791            | −4.831            | −5.361            | −7.075            | −8.066            | −5.543            | −5.229            |
| Quelle: Statistisches Amt Serbien |                   |                   |                   |                   |                   |                   |                   |                   |                   |                   |                   |

| Haupthandelspartner (2010)         | Haupthandelspartner (2010) | Haupthandelspartner (2010) | Haupthandelspartner (2010) |
| Ausfuhr (in %) nach                | Ausfuhr (in %) nach        | Einfuhr (in %) von         | Einfuhr (in %) von         |
| ---------------------------------- | -------------------------- | -------------------------- | -------------------------- |
| Italien                            | 11,4                       | Russland                   | 12,9                       |
| Bosnien und Herzegowina            | 11,1                       | Deutschland                | 10,6                       |
| Deutschland                        | 10,3                       | Italien                    | 8,6                        |
| Montenegro                         | 8,2                        | Volksrepublik China        | 7,2                        |
| Rumänien                           | 6,6                        | Ungarn                     | 4,8                        |
| sonstige Länder                    | 23,4                       | sonstige Länder            | 23,9                       |
| alle EU-Länder zusammen            | 57,3                       | alle EU-Länder zusammen    | 56                         |
| Quelle: Statistisches Amt Serbiens |                            |                            |                            |